# Сон в летнюю ночь (фильм, 1999)
«Сон в летнюю ночь» (англ. A Midsummer Night's Dream) — художественный фильм, снятый в 1999 году режиссёром Майклом Хоффманом по мотивам одноимённой пьесы Шекспира. Выпуск на VHS и DVD состоялся 30 ноября 1999 года.

## Сюжет
В 1890-х годах в Королевстве Италия молодым влюблённым Лисандру (Доминик Уэст) и Гермии (Анна Фрил) запрещает жениться отец Гермии, Эгей, который пообещал Гермию Деметрию (Кристиан Бейл). Пара планирует бежать в лес, чтобы избежать бракосочетания Гермии и Деметрия. Деметрий следует за ними, узнав об этом плане от Елены (Калиста Флокхарт), молодой женщины, влюблённой в него.
Оказавшись в лесу, влюблённые попадают в сказочный мир, которым правят Оберон (Руперт Эверетт) и Титания (Мишель Пфайффер), король и королева фей. Оберон и его слуга Пак (Стэнли Туччи) используют волшебное зелье, которое заставляет Лисандра и Деметрия влюбиться в Елену, что приводит к расколу между молодыми людьми. Кульминацией конфликта в фильме является сцена борьбы в грязи. 
Затем Оберон околдовывает Титанию тем же зельем. В это время актёрская труппа готовит спектакль для развлечения герцога. Актёры, в том числе ткач по имени Ник Моток (Кевин Клайн) и Фрэнсис Флейта, отправляются на репетицию в лес.
Ник Моток под действием чар Пака обращается головой в осла. Околдованная зельем Титания видит Ника Мотка и влюбляется в него. Она ухаживает за ним в своей беседке в сопровождении фей. Оберону надоедает происходящее, и он возвращает первичный порядок, снова соединяя Лисандра с Гермией, Деметрия с Еленой и примиряясь с царицей Титанией.
В заключительной части актёрская труппа исполняет свой любительский спектакль, основанный на трагедии Пирама и Фисбы, перед герцогом Тесеем и его женой Ипполитой.

## В ролях
- Софи Марсо — Ипполита
- Кевин Клайн — Ник Моток
- Мишель Пфайффер — Титания
- Стэнли Туччи — Пак (Плутишка Робин)
- Руперт Эверетт — Оберон
- Калиста Флокхарт — Елена
- Доминик Уэст — Лисандр
- Кристиан Бейл — Деметрий
- Анна Фрил — Гермия
- Дэвид Стрэтэйрн — Тесей
- Роджер Рис — Питер Клин
- Сэм Рокуэлл — Френсис Дудка
- Грегори Джбара — Пила
- Билл Ирвин — Том Рыло
- Макс Райт — Робин Заморыш

## Съёмочная группа
- Режиссёр: — Майкл Хоффман
- Сценарий — Уильям Шекспир (сюжет), Майкл Хоффман